# Brian Shimer
Brian Shimer   (Naples, 20 d'abril de 1962) és un pilot de bob estatunidenc, ja retirat, que va competir entre les dècades de 1980 i 2000.
Durant la seva carrera esportiva va prendre part en cinc edicions dels Jocs Olímpics d'Hivern, el 1988, 1992, 1994, 1998 i 2002. Destaca la medalla de bronze guanyada el 2002, a Salt Lake City, en la prova de bobs a quatre del programa de bobsleigh. Formà equip amb Mike Kohn, Doug Sharp i Dan Steele. El 2002 fou l'encarregat de dur la bandera estatunidenca durant la cerimònia de clausura dels Jocs.
En el seu palmarès també destaquen tres medalles de bronze al Campionat del món de bob, una el 1993 i dues el 1997. El 1992-1993 guanyà la Copa del món de bobs a quatre i la combinada. Una vegada retirat passà a ser l'entrenador de l'equip de bob masculí dels Estats Units i des del 2014 dels equips masculins i femenins.